# كاثرين روبنسون
كاثرين روبنسون هي فارسة ‏ كندية، ولدت في 8 أبريل 1985.

## وصلات خارجية
- كاثرين روبنسون على موقع الاتحاد الدولي للفروسية (الإنجليزية)
- كاثرين روبنسون على موقع FEI (رابط بديل) (الإنجليزية)
- كاثرين روبنسون على موقع أوليمبيديا (الإنجليزية)
- كاثرين روبنسون على موقع اللجنة الأولمبية الكندية (الإنجليزية)